# 吹沙雙鰭電鰩
吹沙雙鰭電鰩（學名：Narcine insolita），又稱吹沙雙鰭電鱝，為軟骨魚綱電鰩目雙鰭電鰩科雙鰭電鰩屬的一種，分布於西印度洋馬達加斯加海域，深度150至175公尺，本魚頭部、軀幹和胸鰭連成一體，形成一厚且光滑之橢圓體盤，和尾鰭分開，兩側各具一縱走之皮褶，眼睛很小，噴水孔大，明顯圓形，口小，唇厚，吻略尖，具強大之唇軟骨。齒細小且尖，上下齒帶寬度相等，輪廓大致呈圓形，背鰭2個，第一背鰭非常大且突出，比第二背鰭明顯更高、更大且基部更長，位於尾鰭之上，身體背部黃棕色，椎間盤邊緣、後椎間盤和吻部前緣有深棕色至紅棕色不規則斑點，背鰭和尾鰭前部、尾尖和尾部側背鰭水平處有深棕色斑點，腹部白色，頭至胸鰭間有發電器官，體長可達35.6公分，棲息在沙泥底質海域，為夜行性底棲性魚類，屬肉食性，體內的發電器官，可能用來防禦或捕食，生活習性不明。